# QinetiQ
Qinetiq Group PLC ist ein im Juni 2001 gegründetes britisches Rüstungs- und Forschungsunternehmen.

## Geschichte
Das Unternehmen entstand aus der im Juni 2001 privatisierten Defense Evaluation and Research Agency (DERA), einem Forschungslabor des britischen Verteidigungsministeriums. Es wurde 2002 zu einer Public-Private-Partnership, der US-amerikanische Beteiligungsinvestor Carlyle Group erwarb rund 33,8 % der Anteile.
2003 erfolgte der Börsengang an der London Stock Exchange, das Unternehmen ist im FTSE 250 Index vertreten.
Zum Unternehmen gehört seit 2004 auch das US-Rüstungsunternehmen Foster-Miller mit Sitz in Waltham (Massachusetts), das Militärroboter produziert, und die US-amerikanische Westar Aerospace & Defense Group.
Im Mai 2018 übernahm QinetiQ für 70 Millionen Euro von der deutschen E.I.S. Aircraft Group den Geschäftsbereich E.I.S. Aircraft Operations, der seit 1999 auch für die Bundeswehr und andere NATO-Partner die Zieldarstellung mit Flugzeugen vom Typ Pilatus PC-9 und Pilatus PC-12 übernommen hat.

## Organisation
Die QinetiQ-Gruppe besteht seit April 2005 aus folgenden drei Geschäftsbereichen:

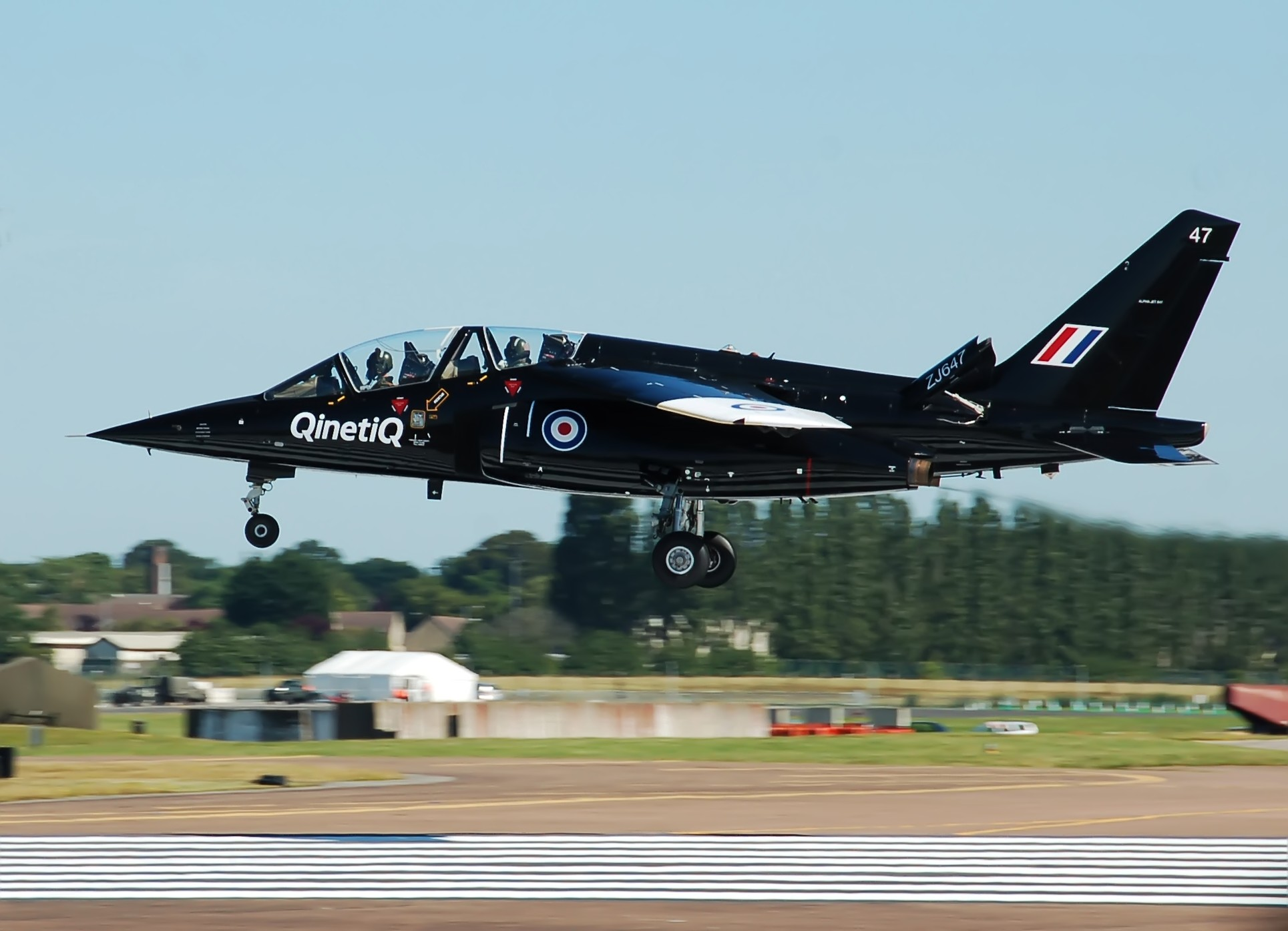
Ein Schulflugzeug vom Typ Alpha Jet (ZJ647) auf der Luftwaffenbasis RAF Fairford im Juli 2014

- Defence and Technology
- Security and Dual Use
- Nordamerika

## Entwicklungen
Die Firma war an der Entwicklung des QinetiQ Zephyr beteiligt. Das Programm wurde dann an Airbus übergeben. QinetiQ trug auch zu einem Versuchsschiff bei, das schlussendlich zur Triton wurde. Dieses Schiff ist heute im Dienst der Royal Navy.

## QinetiQ GmbH
Im Oktober 2018 übernahm QinetiQ Ltd. (Großbritannien) den Geschäftsbereich „Aviation Operations“ der E.I.S. Holding GmbH für 70 Millionen Euro und gründete die QinetiQ GmbH. Die QinetiQ GmbH mit Sitz in Mönchengladbach bietet ihren Kunden ein Portfolio von Luftfahrt- und Ingenieurdienstleistungen an, das drei Kompetenzbereiche umfasst:
- Aerial Training Services
- Civil Airworthiness
- Research & Technology Support

Mit Standorten in Kiel, Emden, Mönchengladbach und Augsburg liegt QinetiQ  in der Nähe von Führungs- und Einsatzzentralen seiner wichtigsten Kunden wie der Bundeswehr und der USAFE (United States Armed Forces Europe).
Im Sommer 2024 gab das Unternehmen bekannt, dass ein mit dem BAAINBw geschlossener Vertrag mit einer Laufzeit von zehn Jahren (sowie einer Verlängerungsoption um weitere zwei Jahre) einen Auftragswert von rund 284 Millionen Euro habe und damit „zu den größten Abschlüssen der Firmengeschichte mit der längsten Laufzeit“ zähle. Vertragsgegenstand seien Flüge im Rahmen der Flugzieldarstellung unter möglicher Einbeziehung von Bodentruppen, Schiffen, Flugabwehrsystemen und Luftstreitkräften sowie das Training für vom Boden kontrollierte Präzisionsanflüge oder für die Luftraumüberwachung. Durch vorhandene Lizenzen sei auch die Durchführung simulierter Luftkämpfe möglich.